# Musculus tibialis posterior
De musculus tibialis posterior of achterste scheenbeenspier  is de meest centraal gelegen spier van alle onderbeenspieren, en ligt in het achterste (posterior) deel van het onderbeen. De achterste scheenbeenspier speelt een hoofdrol bij handhaven van de stabiliteit van het menselijk been. 
De bloedvoorziening verloopt door de achterste scheenbeenslagader en de bezenuwing door de scheenbeenzenuw. 
De achterste scheenbeenspier ontspringt aan de binnenste achterzijde van het scheenbeen en kuitbeen. De spier is ook verankerd aan de membrana interossea. De pees loopt naar beneden langs de enkel en eindigt in drieën met aanhechting aan de voetwortelbeentjes: os cuneiforme, os cuboides, os naviculare en het oppervlak van het os cuneiforme mediale en als derde het sustentaculum tali van het hielbeen.

## Functie
Naast de hoofdrol bij stabilisatie fungeert contractie van de achterste scheenbeenspier ook bij inversie en helpt bij plantairflexie van de voet bij de enkel. De achterste scheenbeenspier speelt ook een grote rol in de ondersteuning van de voetzool. Dysfunctie van de achterste scheenbeenspier, waaronder ook ruptuur van de pees van de musculus tibialis posterior, kan leiden tot platvoeten bij volwassenen alsook tot valgusdeformatie als gevolg van niet tegengewerkte eversie als inversie achterwege blijft.